# Harry Dénis
Henri „Harry” Léonard Barthélémi Dénis (ur. 28 sierpnia 1896 w Hadze, zm. 13 lipca 1971 tamże) – piłkarz holenderski grający na pozycji obrońcy. W swojej karierze rozegrał 56 meczów w reprezentacji Holandii.

## Kariera klubowa
W swojej karierze piłkarskiej van Linge grał w klubie HBS Craeyenhout. Zadebiutował w nim w 1911 roku i grał w nim do 1934 roku. W sezonie 1924/1925 wywalczył z HBS mistrzostwo Holandii.

## Kariera reprezentacyjna
W reprezentacji Holandii Dénis zadebiutował 19 czerwca 1919 roku wygranym 3:1 towarzyskim meczu ze Szwecją, rozegranym w Amsterdamie. W 1920 roku został powołany do kadry na Igrzyska Olimpijskie w Antwerpii. Na tych igrzyskach zdobył brązowy medal. W 1924 roku wystąpił na Igrzyskach Olimpijskich w Paryżu, a w 1928 roku na Igrzyskach w Amsterdamie. W kadrze narodowej od 1919 do 1934 roku rozegrał 56 meczów.